# Minoru Kushibiki
Minoru Kushibiki (født 10. juni 1967) er en tidligere japansk fodboldspiller.
Han har spillet for flere forskellige klubber i sin karriere, herunder Kyoto Purple Sanga og Avispa Fukuoka.